# Wädenswil
Wädenswil (precedentemente Wättischwiil in tedesco zurighese , poi Wädischwiil, colloquialmente abbreviato in Wädi ) è un comune svizzero di medie dimensioni del Canton Zurigo. In seguito all'incorporazione di Schönenberg e Hütten il 1° gennaio 2019, la città di Wädenswil è cresciuta di 17,39 km², raggiungendo i 35,64 km², diventando il terzo comune per superficie del Canton Zurigo .

## Geografia fisica
Wädenswil si affaccia sul Lago di Zurigo.

## Storia
I primi documenti indicanti l'esistenza del comune sono datati 1130. Nel 1878 le località di Giessen e Staubenweidli, fino ad allora frazioni di Richterswil, furono assegnate a Wädenswil.
Il 21 maggio 2017, la maggioranza degli elettori della città di Wädenswil (69%) e dei due comuni montani di Schönenberg (55%) e Hütten (80%) ha approvato la fusione con il comune  di Wädenswil a partire dal 1° gennaio 2018.  Per le continue obiezioni alla fusione, la fusione è stata attuata un anno dopo. 

## Monumenti e luoghi d'interesse

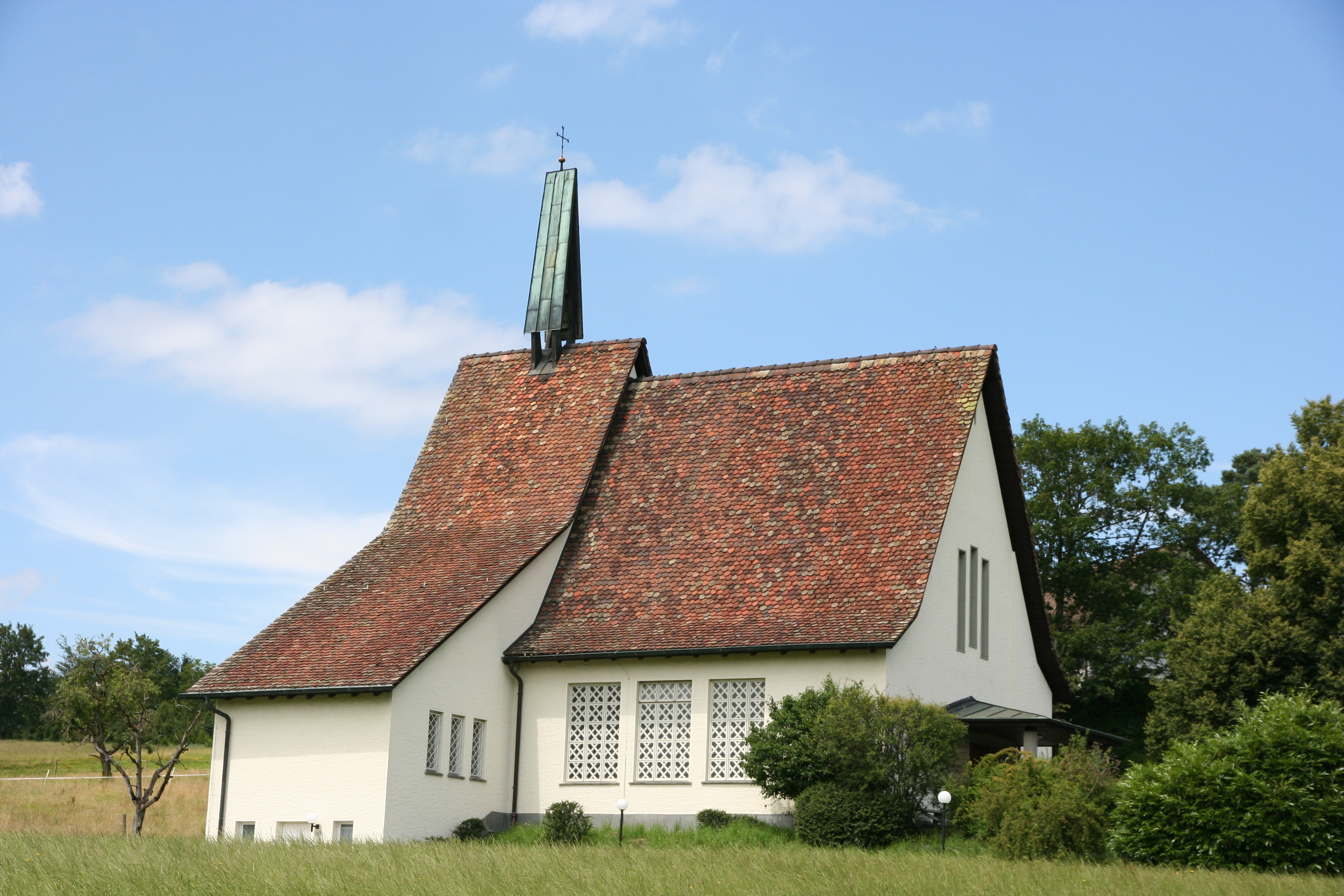
La cappella di Sant'Anna

- Chiesa riformata (già di Santa Maria), attestata dal 1270 e ricostruita nel 1638 e nel 1764-1767[2];
- Cappella cattolica di Sant'Anna, eretta nel 1956[2].

## Società

### Evoluzione demografica
L'evoluzione demografica è riportata nella seguente tabella:
Abitanti censiti

## Cultura

### Istruzione
A Wädenswil ha sede la Hochschule Wädenswil, scuola superiore di biotecnologie.

## Infrastrutture e trasporti

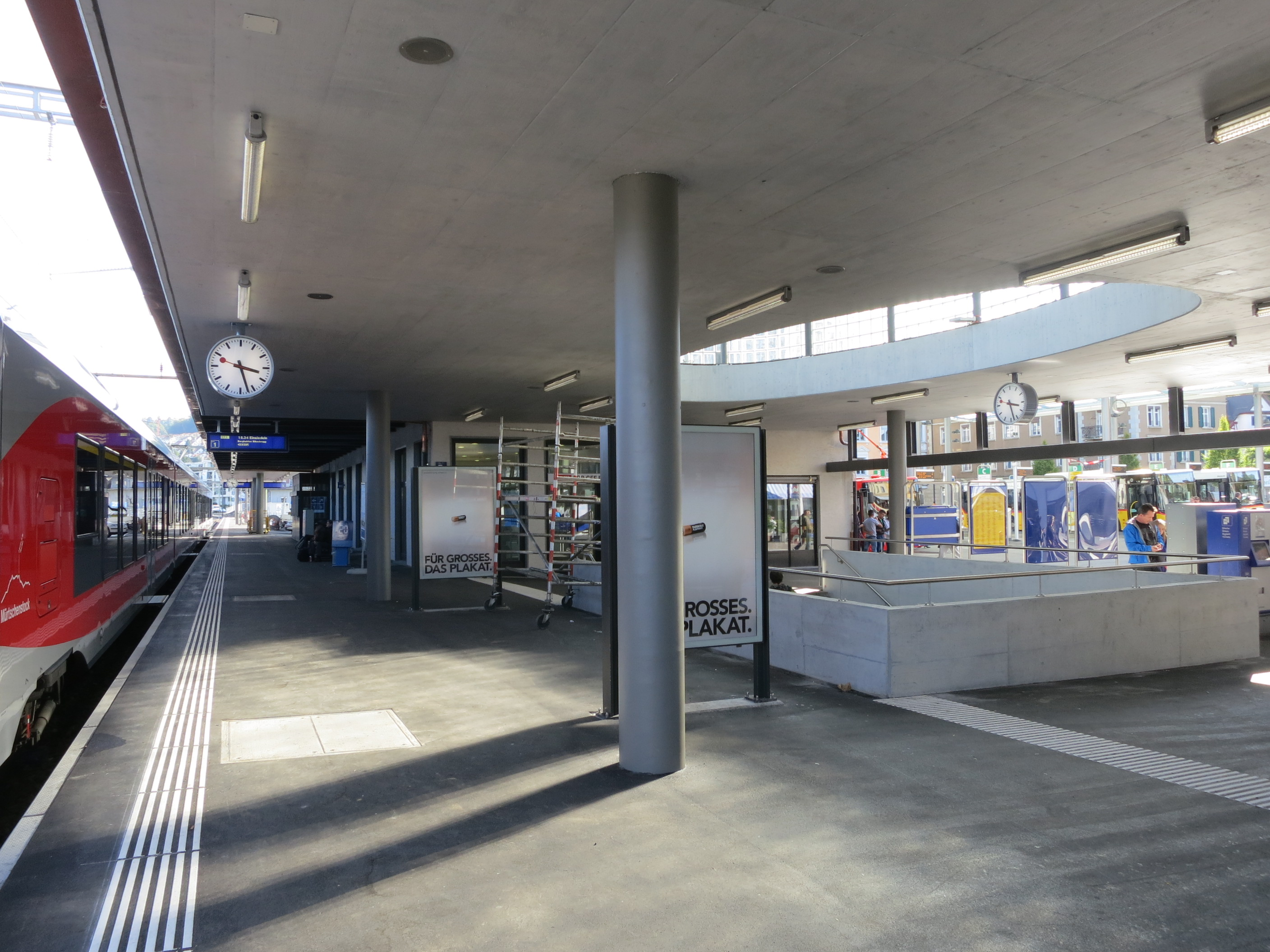
La stazione di Wädenswil

Wädenswil è servito dall'omonima stazione sulla ferrovia Zurigo-Ziegelbrücke e sulla ferrovia Wädenswil-Einsiedeln.

## Amministrazione
Ogni famiglia originaria del luogo fa parte del cosiddetto comune patriziale e ha la responsabilità della manutenzione di ogni bene ricadente all'interno dei confini del comune.